# Región de Mwanza
Mwanza es una de las treintaiuna regiones administrativas en las que se encuentra dividida la República Unida de Tanzania. Su capital es la ciudad de Mwanza.

## Distritos
Esta región se encuentra subdividida internamente en tan solo seis distritos a saber:
1. Geita
2. Ilemela
3. Kwimba
4. Magu
5. Misungwi
6. Mwanza
7. Sengerema
8. Ukerewe

## Territorio y población
Su territorio ocupa una superficie de 9.467 km², por lo que su extensión puede compararse con la de Chipre. Según el censo de 2022, su población era de 3.699.872 personas. La densidad poblacional es de 390'8 habitantes por kilómetro cuadrado.
- Datos: Q331153
- Multimedia: Mwanza Region / Q331153